# Buphagus
Le bùfaghe (Buphagus Brisson, 1760) sono un genere di uccelli passeriformi, unico genere ascritto alla famiglia Buphagidae.

## Etimologia
Il nome scientifico del genere, Buphagus, deriva dall'unione delle parole greche βους (bous, "bue") e φαγειν (phagein, "mangiare"), con il significato di "mangiatore di buoi", in riferimento alle abitudini alimentari di questi uccelli.

## Descrizione
Sono uccelli di taglia medio-piccola (20 cm), dall'aspetto robusto e slanciato, muniti di becco tozzo e conico, ali arrotondate e coda larga e squadrata: il piumaggio tende al grigio-bruno nelle parti superiori e al beige di quelle inferiori, mentre il becco è giallo con la punta rossa in B. africanus e completamente rosso in B. erythrorynchus.

## Biologia

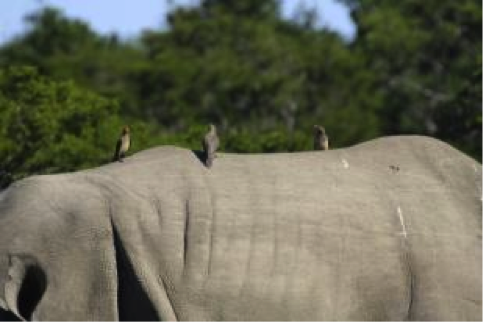
Bufaghe sul dorso di un rinoceronte

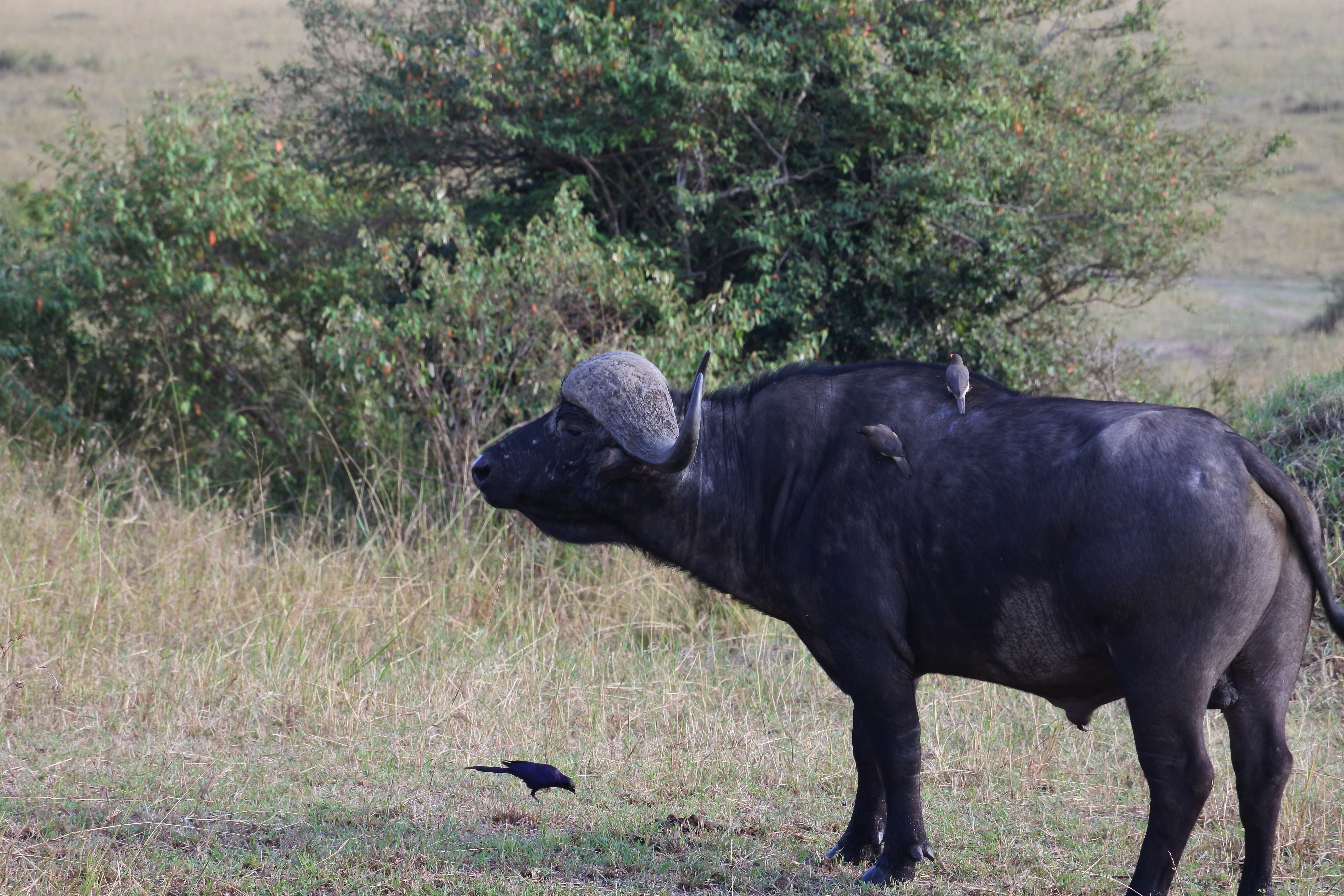
Bufaghe su un bufalo africano

Sono uccelli diurni, che vivono in gruppetti e passano la maggior parte della giornata sul dorso dei grandi erbivori africani (rinoceronti, bufali, giraffe, zebre, ippopotami, antilopi), rappresentando in tal senso un'immagine iconica dell'ambiente della savana.
La natura della interazione tra mammiferi e bufaghe è controversa: si è a lungo erroneamente ritenuto che si trattasse di un esempio di mutualismo, in cui i mammiferi ricavavano un beneficio dall'azione degli uccelli, ma recenti evidenze suggeriscono che si tratti di un'interazione parassitica.

Le bufaghe, infatti, pur nutrendosi di zecche, pidocchi, larve di ditteri e sanguisughe, non modificano in maniera significativa la presenza di parassiti sui mammiferi: al contrario, con i loro becchi producono piccole ferite e ritardano la guarigione di quelle già presenti, allo scopo di nutrirsi del sangue, della cute, del muco, del sudore dell'ospite stesso.
Si tratta di uccelli monogami, la cui riproduzione ha luogo durante la stagione delle piogge: sia il corteggiamento sia l'accoppiamento hanno luogo spesso sul dorso dell'ospite.

Il nido viene solitamente ricavato in cavità naturali nel tronco di un albero, che vengono rivestite con fibre vegetali e ciuffi di peli dei mammiferi ospiti: al suo interno vengono deposte 2-3 uova, che vengono covate per circa 13 giorni.

Le varie fasi della riproduzione (costruzione del nido, cova e allevamento della prole) vengono portate avanti da ambedue i partner (sebbene sia la femmina ad avere un ruolo maggiore, soprattutto prima della schiusa delle uova): non di rado essi vengono aiutati in queste operazioni da altri esemplari.

## Distribuzione e habitat
Le bufaghe sono abitatrici delle savane africane: l'areale di Buphagus africanus si estende, in maniera frammentaria, in gran parte dell'Africa subsahariana, mentre la presenza di Buphagus erythrorhynchus è circoscritta all'Africa orientale: nelle aree in cui l'areale delle due specie si sovrappone le due specie si ibridano facilmente.

## Tassonomia

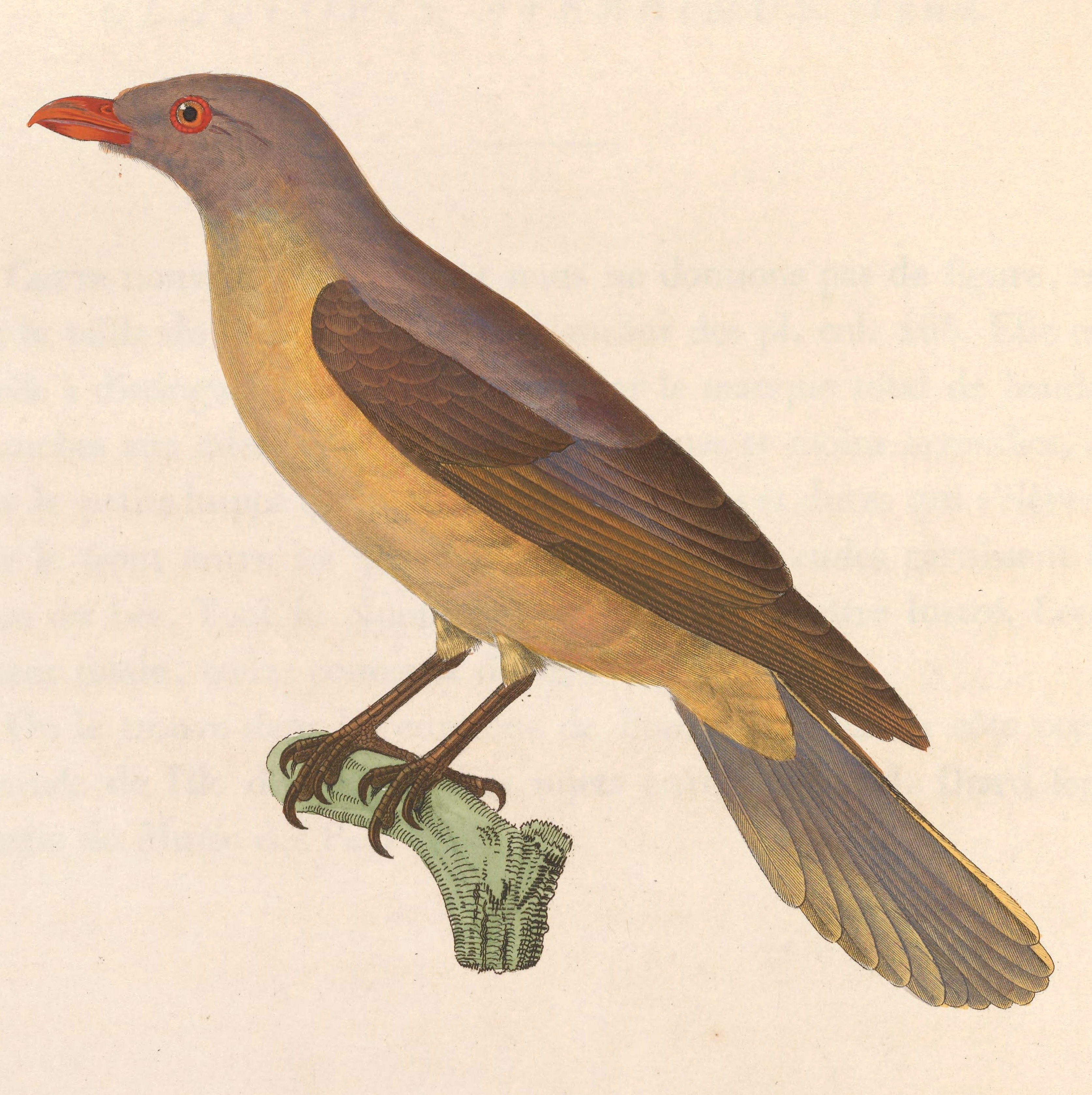
B. erythrorynchus

La famiglia è monotipica, comprendendo un singolo genere con due specie ascritte:
Famiglia Buphagidae
- Genere Buphagus
  - Buphagus africanus Linnaeus, 1766 - bufaga beccogiallo
  - Buphagus erythrorynchus (Stanley, 1814) - bufaga beccorosso

Originariamente classificati come una sottofamiglia (Buphaginae) degli Sturnidae, in seguito all'avvento delle indagini tassonomiche del DNA ne è stata evidenziata l'appartenenza a un clade basale a questi ultimi e ai Mimidae, nell'ambito di una radiazione adattativa dei Muscicapoidea, rappresentando in tal senso dei fossili viventi dallo straordinario numero di autapomorfie.